# 반변천
반변천(半邊川)은 낙동강 수계에 포함된 대한민국의 국가하천이며 길이 109.40km, 유역면적 1,973.11[[km2]]이다. 경상북도 영양군 북쪽에 솟아 있는 일월산에서 발원하여 남류하다가 영양읍 북쪽에서 장군천과 합하여 남류한다.
영양의 남쪽에서는 청기천과 합류하며, 반변천은 태백산맥의 남북방향을 따라 비교적 깊은 협곡을 이루는데, 청송군 진보면 부근에는 많은 지류를 합하면서 서쪽으로 방향을 바꾼다. 이 부근에는 더욱 심한 감입곡류를 이루고 하폭이 좁은 횡곡(橫谷)을 형성한다. 이 횡곡에서는 국도 제34호선, 국도 제35호선이 교차한다. 반변천 하류인 안동시 임하면에는 임하댐이 있다.임하호에서 낙동강 합류점까지 국가하천으로 지정하고 있다.2011년 6월 15일에는 이 강과 장수포천에 서식하고 있는 다슬기의 씨가 말라가고 있었다.2012년 2월 6일에는 휴먼텍코리아가 '반변천 임하지구 하천환경 정비사업' 계약을 체결하였다.